# Mercedes-Benz Tourismo

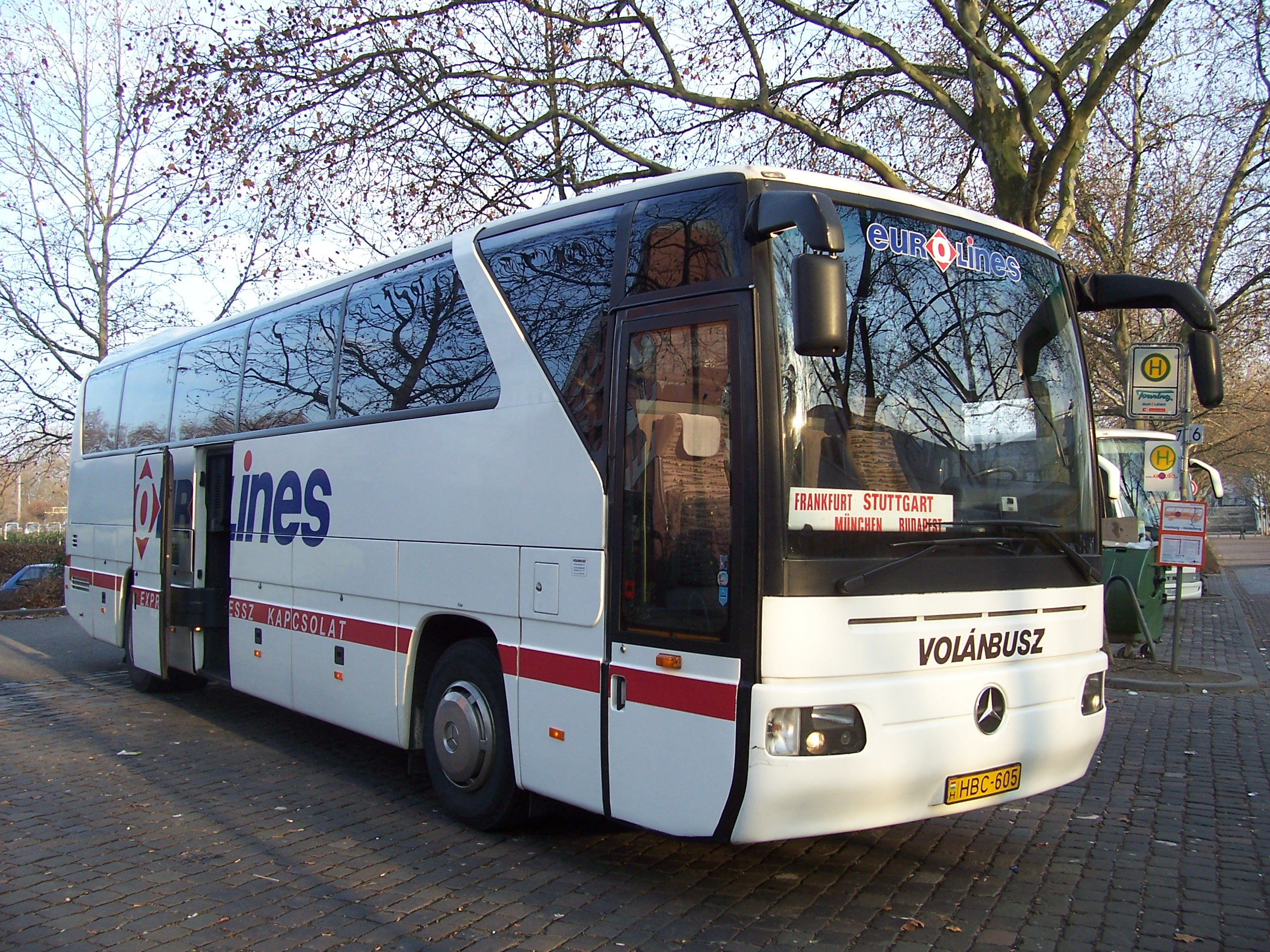
Tourismo

Mercedes-Benz Tourismo — серия междугородных и туристических автобусов повышенной комфортности фирмы Mercedes-Benz. Модели O 350 RHD и SHD различаются высотой кузова и вместимостью багажного отделения. Для Турецкого рынка выпускалась модель О 403 SHD.
Подвеска всех колёс независимая пневматическая, тормоза дисковые. В стандартное оснащение включены системы ABS и ASR.
Спереди автобус примечателен своими «улыбчивыми» глазами-фарами и звездой в центре передней панели, позволяющими с первого взгляда определить, что автобус принадлежит к модельному ряду туристических автобусов «Мерседес-Бенц».
Идеально ровная поверхность, прекрасные пропорции, затемненные стекла и динамично выполненные линии задней части придают автобусу особую привлекательность. Tourismo хорошо смотрится на любом фоне.
По данным 2005 года Tourismo — самый продаваемый автобус в Европе. За 10 лет турецкое отделение Mercedes-Benz Türk в г. Хошдере выпустило 10000 таких машин.
В Европе Tourismo — один из наиболее распространенных туристических автобусов. На дорогах можно встретить более 12 000 автобусов этого семейства.
Модификации: Tourismo O 350 RHD, Tourismo O 350 SHD.
Модификации от 2007 г. : Tourismo /Tourismo M/ Tourismo L (Длина — 12.140 мм/ 12.960 мм/ 13990 мм)

## Технические характеристики
| Технические характеристики Mercedes Tourismo O 350 RHD |                     |
| Назначение                                             | Туристический / VIP |
| Габаритные размеры, мм                                 | 11980x2500x3647     |
| Колёсная база, мм                                      | 6250                |
| Число мест для сидения                                 | 51+1                |
| Число дверей для пассажиров                            | 2                   |
| Вместимость багажного отделения, кубометров            | 11,6                |
| Двигатель                                              | Mercedes OM 457 LA  |
| Рабочий объём двигателя, л                             | 11,98               |
| Мощность двигателя, л.с./ мин                          | 422 / 2200          |
| Крутящий момент, Н.м / мин                             | 1900 / 1000         |
| Коробка передач                                        | 6-ст М              |
| Максимальная скорость, км/ч                            | 140                 |
| Ограничитель скорости на 100 км/ч                      |                     |

| Технические характеристики Mercedes Tourismo /Tourismo M/ Tourismo L (Модификации от 2007г) | |
| Назначение                                                                                  | Туристический / VIP                                                                                      |
| Габаритные размеры, мм                                                                      | 12140 мм/12960 мм/13990 мм x2550x3620                                                                    |
| Колёсная база, мм                                                                           | 6250 |
| Число мест для сидения                                                                      | 51+1+1; 55+1+1; 59+1+1                                                                                   |
| Число дверей для пассажиров                                                                 | 2 |
| Вместимость багажного отделения, кубометров                                                 | 9,6 м3 / 9,6 м3/ 12,1 м3                                                                                 |
| Двигатель                                                                                   | Mercedes-Benz ОM 457LA, Евро IV, рядный, 6-цилиндровый                                                   |
| Мощность двигателя, л.с./ мин                                                               | 260 кВт (354 л. с) / 315 кВт (428); 315 кВт (428 л. с.)                                                  |
| Коробка передач                                                                             | Mercedes-Benz GO 190/ Mercedes-Benz 210, механическая, 6+1, с гидродинамическим ретардером Voith VR 115E |